# Organización fraternal

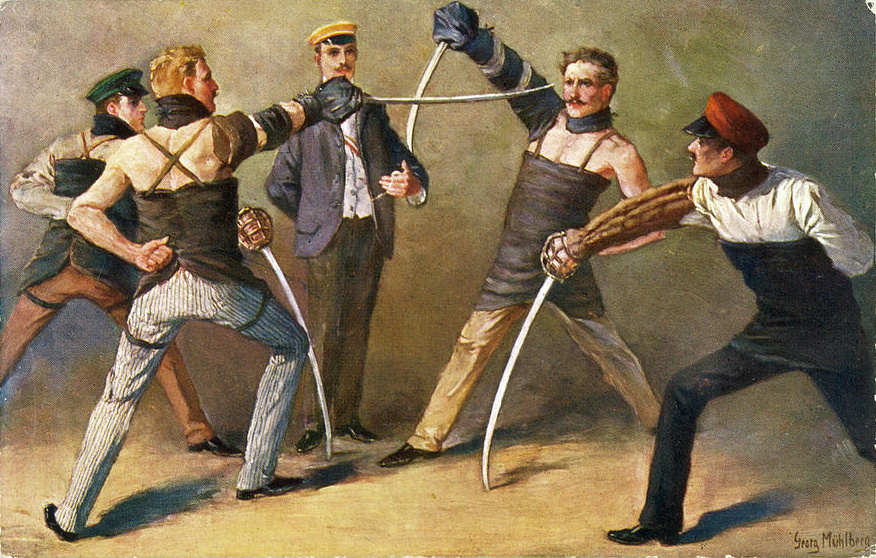
Korps, la más antigua fraternidad alemana, realizando su tradicional práctica de mensur, circa 1900.

Una organización fraternal (del latín frater: «hermano»), a veces también conocidas bajo el nombre de fraternidad o hermandad, es una orden, organización, sociedad o club de varones, damas o mixto, y asociados por objetivos en común que pueden ser religiosos o seculares y que representa la relación entre sus miembros como una hermandad.
El concepto occidental de fraternidad se desarrolló principalmente a través de las órdenes religiosas de la Iglesia Católica durante la Edad Media (ver cofradía). Un concepto que luego se extendió en el tiempo con los gremios, a los que sucedieron la primera formación moderna de los clubes de caballeros y otros como la masonería, la Orden independiente de Odd Fellows y las fraternidades estudiantiles.
Gran parte de las organizaciones místicas son a la vez fraternales. Si bien las fraternidades fueron y son en su gran mayoría exclusivas para varones, también existen fraternidades mixtas.

## Fraternidades estudiantiles y universitarias
Canadá y Estados Unidos son los países con mayor historia y más arraigada tradición de fraternidades universitarias. La más antigua es la Kappa Alpha Society fundada 1825 seguida por la Sigma Phi Society (1827) y la Delta Phi Fraternity (1827).
Puede observarse notable tradición en este tipo de fraternidades también en Filipinas y algunos países de Europa como Francia, Reino Unido, Suecia y Alemania. En este último, los Korps son la asociación estudiantil más antigua y, al igual que otras Studentenverbindung, son reconocidas por sus prácticas tradicionales como mensur o los eventos de caza.

## Ejemplos de fraternidades
| Denominación                         | Origen / alcance            | Orientación                | Lema                                                                         |
| ------------------------------------ | --------------------------- | -------------------------- | ---------------------------------------------------------------------------- |
| Alpha Delta National Fraternity (ΑΔ) | Estados Unidos              | Estudiantil, laica, social | In Brotherhood We Stand, In Service We Rise.                                 |
| Caballeros de Colón                  | Internacional               | Cristiana                  | In service to One, In service to all                                         |
| Studentenverbindung                  | Gitifidigfich               | Asociación Estudiantil     | In necessariis unitas, in dubiis libertas, in omnibus caritas                |
| Francmasonería                       | Internacional               | Masónica                   |                                                                              |
| Gadzarts                             | Francia                     | Estudiantil                | Fraternité c'est là notre devise, c'est la devise de tous les vrais Gadzarts |
| Lambda Sigma Upsilon (ΛΣΥ)           | Estados Unidos              | Estudiantil, latino        | Latinos Siempre Unidos                                                       |
| Männerbund                           | Alemania                    | Social                     |                                                                              |
| Orden Internacional DeMolay          | Internacional               | Masónica                   |                                                                              |
| Upsilon Sigma Phi                    | Filipinas                   | Estudiantil                | We gather light to scatter                                                   |
| Wingolf                              | Alemania, Austria y Estonia | Cristiana, estudiantil     | Di henos panta (Δι ένoς πάντα)                                               |